# Хаф, Дерек
Де́рек Хаф (англ. Derek Hough; род. 17 мая 1985, Солт-Лейк-Сити, Юта, США) — американский танцор, хореограф и актёр. Шестикратный победитель шоу Dancing with the Stars.

## Биография
Дерек родился в Солт-Лейк-Сити, в штате Юта, и был четвёртым в семье из пяти детей: Шери, Мэребет, Кэтрин, Дерек и Джулианна.
С 12 лет жил в Лондоне. Позднее к нему присоединилась его младшая сестра Джулианна. Первоначально Дерек планировал пробыть в Лондоне год, в итоге прожил 10 лет, а Джулианна — 5 лет. Учился в Italia Conti Academy of Theatre Arts, где позднее начал преподавать.
Вернулся в США, где в течение года жил с матерью в Лас-Вегасе, а потом возвратился в штат Юта, к отцу. Через некоторое время переехал в Лос-Анджелес.

## Карьера
Дерек начал свою карьеру в качестве актёра в 2001 году, сыграв роль хогвартского школьника в фильме «Гарри Поттер и философский камень», но в последние годы занимается танцами и постановкой хореографии.
С 2007 года является участником американского танцевального телешоу Dancing with the Stars. Дерек неоднократно одерживал победу в телешоу: 6 раз занимал 1 место (в 7 сезоне с Брук Берк, в 10 сезоне с Николь Шерзингер, в 11 сезоне с Дженнифер Грей, в 16 сезоне с Келли Пиклер, в 17 сезоне с Эмбер Райли, в 21 сезоне с Бинди Сью Ирвин); дважды занимал 2 место (в 15 сезоне с Шон Джонсон и в 18 сезоне с Эми Пёрди) и 3 место (в 13 сезоне с Рики Лейк).
9 раз номинировался на премию «Эмми» в номинации «Лучшая хореография», в двух из которых он одержал победу.
18 марта 2014 года Дерек и его младшая сестра Джулианна объявили о совместном туре под названием Move Live on Tour, который проходил в 40 городах на территории США и Канады. Тур включал в себя пение и хореографию, поставленные братом и сестрой (при сотрудничестве с Nappytabs). Благодаря успешному старту, было объявлено, что они появятся ещё в нескольких городах.
После успеха тура в 2014 году Дерек объявил о возобновлении Move Live on Tour, который прошёл летом 2015 года. На этот раз городов было намного больше.
5 августа 2014 года вышла книга Дерека под названием "Taking the Lead: Lessons from a Life in Motion", где он описывает опыт, который приобрел в детстве и юношестве, через что ему пришлось пройти, и что он думает об этом в настоящем времени.
14 декабря 2016 года через соцсети было объявлено о повторном возобновлении MOVE BEYOND Live on Tour, который прошёл летом 2017 года.
С 2017 года являлся членом жюри на американском танцевальном шоу World of Dance с Дженнифер Лопез и Ни-Йо вплоть до его окончания в 2020 году.
В 2019 организовал собственный независимый тур под названием Derek Hough Live! The Tour.
С сентября по декабрь 2023 года пройдёт тур под названием "SYMPHONY OF DANCE" при участии его жены Хейли Эрберт.

## Личная жизнь
С 2000 по 2008 год Дерек встречался с Индией де Бефорт. В 2008 году начал встречаться с актрисой и моделью Шеннон Элизабет, после того, как их поставили в пару на шоу Dancing with the Stars. Пара распалась в августе 2009 года.
С 2015 года встречается с танцовщицей Хейли Эрберт (танцовщица и участница Dancing with the Stars). В 2022 году пара обручилась. В 2023 году они сыграли свадьбу. Летом 2025 года они объявили о беременности Хейли их первенцем.
У него есть 9 племянников.
Помимо танцев Дерек увлекается игрой на ударных, гитаре и фортепиано, а также созданием забавных и танцевальных роликов для приложения ТикТок со своей женой.

## Фильмография

### Кино и телевидение
| Год       |    | Русское название                  | Оригинальное название                         | Роль              |
| --------- | -- | --------------------------------- | --------------------------------------------- | ----------------- |
| 2001      | ф  | Гарри Поттер и философский камень | Harry Potter and the Philosopher's Stone      | студент Хогвартса |
| 2011      | с  | Мне хорошо с тобой                | Better with You                               | Филлип            |
| 2012      | ф  | Рок на века                       | Rock of Ages                                  | танцор            |
| 2013      | ф  | Сделай шаг: Лови момент           | Make Your Move                                | Донни             |
| 2014—2016 | с  | Нэшвилл                           | Nashville                                     | Ноа Уэст          |
| 2016      | с  | Девственница Джейн                | Jane the Virgin                               | танцор сальсы     |
| 2016      | тф | Лак для волос в прямом эфире!     | Hairspray Live!                               | Корни Коллинз     |
| 2017      | тф | —                                 | Untitled Kourtney Kang Project                | мистер Райли      |
| 2019      | с  | —                                 | Good Mythical Morning                         | н/д               |
| 2019      | с  | Классный мюзикл: Мюзикл           | High School Musical: The Musical — The Series | Зак               |

### Музыкальные видео
| Год  | Название         | Исполнитель                          | Роль                         |
| ---- | ---------------- | ------------------------------------ | ---------------------------- |
| 2009 | Download         | Lil’ Kim feat. T-Pain & Чарли Уилсон | в роли самого себя           |
| 2016 | The Arena        | Линдси Стирлинг                      | танцор                       |
| 2017 | I Believe in You | Майкл Бубле                          | в роли взрослого самого себя |
| 2017 | Hold On          | Дерек Хаф                            | герой                        |